# 오자복
오자복(吳滋福, 1930년 6월 16일, ~ 2017년 8월 25일)은 노태우 정부에서 대한민국의 국방부 장관을 지낸 군인이며 정치인이다. 그는 사립 서울 명지대학교 법대를 나왔으며, 육군 갑종장교 출신 중 최초로 육군 대장이 되었고, 군사령관과 합참의장, 국방장관을 거친 첫 사례이기도 하다. 전두환 정부 시절 국보위문공분과위원장을 역임하며 1980년대 학생들의 과외금지와 대학자율화를 선포했던 이력이 있다.
예비역 장성들로 구성된 성우회 회장을 맡고 있던 2005년에, 손자가 대한민국 국적을 포기하고 미국 시민권을 얻은 사실이 알려지면서 물의를 빚어 물러난 적이 있다.

## 학력
- 송도고등학교 졸업
- 육군보병학교 졸업(1952년)
- 미국 육군보병학교 졸업(1952년)
- 미국 육군포병학교 졸업(1953년)
- 육군기갑학교 졸업(1954년)
- 국방대학교 행정학사 1기(1956년)
- 명지대학교 법학과 학사(1961년)
- 서울대학교 행정대학원 행정학 석사(1971년)

## 약력
- 1951년 : 대한민국 육군 소위 임관(갑종 3기)
- 1968년 : 대대장
- 1971년 : 연대장
- 1974년 : 보안사 보안처장
- 1977년 : 군사작전처장
- 1979년 : 사단장
- 1980년 : 국가보위비상대책위원회 문공분과위원장
- 1982년 : 군단장
- 1983년 : 육군참모차장
- 1984년 : 군사령관
- 1986년 : 합동참모의장
- 1987년 : 예편 (대장)
- 1988년 : 국방부장관
- 1990년 : 대한방직협회 회장
- 1993년 : 서울마주협회 회장
- 2003년 : 성우회 회장

## 참고 자료
- 오자복(吳滋福) -  한국행정연구원
- “역대 정부부처 장차관 - 국방부”. 동아일보. 2007년 8월 8일에 원본 문서에서 보존된 문서. 2008년 3월 4일에 확인함.

| 전임 정진권 | 제21대 합동참모의장 1986년 7월 9일 ~ 1987년 12월 30일 | 후임 최세창 |

| 전임 정호용 | 제26대 국방부 장관 1988년 2월 25일 ~ 1988년 12월 4일 | 후임 이상훈 |

| 전임 김명윤 | 제7대 민주평화통일자문회의 수석부의장 1996년 4월 1일 ~ 1998년 3월 19일 | 후임 이수성 |